# Puchar Polski (okręg Słupsk) w piłce nożnej mężczyzn (2023/2024)
W sezonie 2023/2024 Puchar Polski na szczeblu okręgowym w okręgu Słupsk składał się z 5 rund, w których wzięło udział zespoły z okręgu słupskiego. Rozgrywki miały na celu wyłonienie zdobywcy Okręgowego Pucharu Polski w okręgu Słupsk i uczestnictwo w rozgrywkach szczebla regionalnego województwa pomorskiego w sezonie 2023/2024.

## Zwycięzcy
Zwycięzcami pucharu zostały drużyny:
- Sparta Sycewice
- Bytovia Bytów
- Pogoń Lębork
- Anioły Garczegorze

## Uczestnicy
W rozgrywkach brało udział 41 drużyn. 

- Skra Bińcze
- Brda Przechlewo
- Szansa Siemianice
- Błękitni Główczyce
- Jantaria Pobłocie
- Lew Lębork
- Orły Wierego Pęplino
- Słupia Kobylnica
- Lipniczanka Lipnica
- Granit Koczała
- KS Bytów
- Orkan Gostkowo
- GKS Kołczygłowy
- Sokół Kuleszewo
- KS Zaleskie
- Stal Jezierzyce
- Sparta Konarzyny
- Lider Rychnowy
- ZS Damnica
- MKS Debrzno
- Garbarnia Kępice
- Kaszubia Studzienice
- Czarni Czarne
- Unison Machowino
- Gryf II Słupsk
- Jantar Ustka
- Błękitni Motarzyno
- Pomorze Potęgowo
- Polonez Bobrowniki
- Dolina Speranda Niepoględzie
- Skotawia Dębnica Kaszubska
- Bytovia Bytów
- Piast Człuchów
- Grom Nakla
- Myśliwiec Tuchomie
- Sokół Wyczechy
- Sparta Sycewice
- Start Miastko
- Gryf Słupsk
- Pogoń Lębork
- Anioły Garczegorze

## I runda
| Gospodarz            | Wynik     | Gość               |
| -------------------- | --------- | ------------------ |
| Skra Bińcze          | 0:7       | Brda Przechlewo    |
| Szansa Siemianice    | 2:3 (pd.) | Błękitni Główczyce |
| Jantaria Pobłocie    | 2:3       | Lew Lębork         |
| Orły Wierego Pęplino | 2:5       | Słupia Kobylnica   |
| Lipniczanka Lipnica  | 6:1       | Granit Koczała     |
| KS Bytów             | 1:2       | Orkan Gostkowo     |
| GKS Kołczygłowy      | 2:1       | Sokół Kuleszewo    |
| KS Zaleskie          | 2:0       | Stal Jezierzyce    |
| Sparta Konarzyny     | 2:3 (pd.) | Lider Rychnowy     |

## II runda
| Gospodarz        | Wynik | Gość                |
| ---------------- | ----- | ------------------- |
| Brda Przechlewo  | 1:7   | Lider Rychnowy      |
| Słupia Kobylnica | 10:0  | Błękitni Główczyce  |
| Orkan Gostkowo   | 3:0   | Lew Lębork          |
| GKS Kołczygłowy  | 0:1   | Lipniczanka Lipnica |
| KS Zaleskie      | 5:4   | ZS Damnica          |

## III runda
| Gospodarz                  | Wynik     | Gość                         |
| -------------------------- | --------- | ---------------------------- |
| Lider Rychnowy             | 2:5       | MKS Debrzno                  |
| Słupia Kobylnica           | 4:0       | Garbarnia Kępice             |
| Orkan Gostkowo             | 2:5 (pd.) | Kaszubia Studzienice         |
| Lipniczanka Lipnica        | 3:4       | Czarni Czarne                |
| KS Zaleskie                | 1:4       | Unison Machowino             |
| Gryf II Słupsk             | 5:1       | Jantar Ustka                 |
| Błękitni Motarzyno         | 0:4       | Pomorze Potęgowo             |
| Polonez Bobrowniki         | 1:9       | Dolina Speranda Niepoględzie |
| Skotawia Dębnica Kaszubska | 1:3       | Bytovia Bytów                |
| Piast Człuchów             | 3:0       | Grom Nakla                   |
| Myśliwiec Tuchomie         | 1:0       | Sokół Wyczechy               |

## IV runda
| Gospodarz                    | Wynik    | Gość               |
| ---------------------------- | -------- | ------------------ |
| Unison Machowino             | 0:2      | Sparta Sycewice    |
| Słupia Kobylnica             | 2:4      | Start Miastko      |
| Kaszubia Studzienice         | 2:3      | Bytovia Bytów      |
| Dolina Speranda Niepoględzie | 0:3 (wo) | Gryf Słupsk        |
| MKS Debrzno                  | 0:3      | Piast Człuchów     |
| Pomorze Potęgowo             | 0:2      | Pogoń Lębork       |
| Czarni Czarne                | 4:1      | Myśliwiec Tuchomie |
| Gryf II Słupsk               | 0:5      | Anioły Garczegorze |

## Finały (V runda)
| Gospodarz      | Wynik     | Gość               |
| -------------- | --------- | ------------------ |
| Start Miastko  | 0:3       | Sparta Sycewice    |
| Bytovia Bytów  | 3:2 (pd.) | Gryf Słupsk        |
| Piast Człuchów | 1:2       | Pogoń Lębork       |
| Czarni Czarne  | 1:7       | Anioły Garczegorze |